# 北澤晶
北澤 晶（きたざわ あきら、1950年 - ）は、日本の民事法学者。公証人。元裁判官。元北海学園大学法科大学院教授。長野県生まれ。

## 略歴
- 1976年東京大学法学部卒業。
- 1976年4月  司法修習生
- 1978年4月  東京地方裁判所判事補任官
- 1981年5月  最高裁判所事務総局民事局付
- 1993年7月  最高裁判所事務総局民事局第2課長
- 1996年8月  最高裁判所事務総局民事局第1課長
- 1999年7月  東京高等裁判所判事
- 2001年1月  東京地方裁判所部統括判事
- 2003年4月  札幌高等裁判所部総括判事
- 2008年12月  依願退官
- 2009年1月  公証人
- 2009年4月  北海道大学法科大学院客員教授
- 2013年3月  北海道大学定年退官
- 2013年4月  北海学園大学大学院法務研究科教授
- 2016年3月　北海学園大学退職

途中、書記官研修所教官、司法研修所教官を数度務める。

## エピソード
学生時代からラグビーを続け、裁判官に成った後も、矢村宏と共に東京などのアマチュアのラグビーチームに所属していたという。現職の裁判官でラガーマンとなっていることは大変珍しかったという。